# 1459
Пізнє Середньовіччя •  Відродження •  Реконкіста •  Ганза •  Ацтецький потрійний союз •  Імперія інків

## Геополітична ситуація
Османську державу очолює Мехмед II Фатіх (до 1481). Імператором Священної Римської імперії є Фрідріх III (до 1493). У Франції королює Карл VII Звитяжний (до 1461).
Апеннінський півострів розділений: північ належить Священній Римській імперії, середню частину займає Папська область, південь належить Неаполітанському королівству. Деякі міста півночі: Венеція, Флоренція, Генуя тощо, мають статус міст-республік.
Майже весь Піренейський півострів займають християнські Кастилія і Леон, де править Енріке IV (до 1474), Арагонське королівство на чолі з Хуаном II (до 1479) та Португалія, де королює Афонсо V (до 1481). Під владою маврів залишилися тільки землі на самому півдні.
Генріх VI є королем Англії (до 1461), королем Данії, Норвегії та Швеції — Кристіан I (до 1481). В Угорщині править Матвій Корвін, в Богемії — Їржі з Подєбрад. У Польщі королює, а у Великому князівстві Литовському княжить Казимир IV Ягеллончик (до 1492).
Частина руських земель перебуває під владою Золотої Орди. Галичина входить до складу Польщі. Волинь належить Великому князівству Литовському. Московське князівство очолює Василь II Темний.
На заході євразійських степів від Золотої Орди відокремилися Казанське ханство, Кримське ханство, Ногайська орда. У Єгипті панують мамлюки, а Мариніди — у Магрибі. У Китаї править династія Мін. Значними державами Індостану є Делійський султанат, Бахмані, Віджаянагара. В Японії триває період Муроматі.
У Долині Мехіко править Ацтецький потрійний союз на чолі з Монтесумою I (до 1469). Цивілізація мая переживає посткласичний період. В Імперії інків править Панчакутек Юпанкі.

## Події
- Церковний собор у Москві засудив призначення Григорія II митрополитом Київським, Галицьким та свієї Русі. Собор підтведив право московського князя назначати митрополитів.
- Турки поклали край існуванню Сербської деспотовини.
- Влад Цепеш посадив на палю близько 500 своїх супротивників у Волощині.
- Укладено мир між молдавським господарем Стефаном III та польським королем Казимиром Ягеллончиком. Хотин відійшов до Польщі.
- В Англії триває війна Білої та Червоної троянд.
- Фра Мауро завершив створення карти світу.
- Засновано Базельський університет.

## Народились
- 2 березня — Адріан VI, Папа Римський з 1522
- 6 жовтня — Мартін Бехайм, німецький географ і мандрівник, автор першого глобуса (1492).

## Померли
- Григорій III (патріарх Константинопольський)